# Alcohol suplente
El alcohol suplente o alcohol sustituto  es un término para cualquier sustancia que contenga etanol que sea consumida intencionadamente por humanos pero que no esté hecha para el consumo humano. Algunas definiciones del término también incluyen por extensión a las bebidas alcohólicas producidas ilegalmente.
El consumo de tales sustancias lleva extremos riesgos de salud, tanto del contenido de etanol como de otras sustancias más tóxicas que pueden estar presente. El riesgo de los usuarios conlleva al envenenamiento agudo de sustancias como metanol, y el envenenamiento crónico de sustancias como plomo.
La mayoría de las personas acuden a estas sustancias como último recurso tampoco fuera de desesperación, siendo menor de edad o siendo incapaz de permitirse bebidas alcohólicas consumibles (alcohólicos sin techos) o debido a carencia de acceso a beber etanol (como por ejemplo con presidiarios e individuos en centros psiquiátricos).

## Alcoholes suplentes comunes
Muchos líquidos alcohólicos contienen alcohol pero no significa que puedan ser ingerido de la misma manera que las bebidas alcohólicas. Los típicos alcoholes suplentes incluyen:
- Gel antiséptico
- Enjuague Bucal
- Aftershave o colonia
- Fluidos de limpieza como Windex
- Extractos

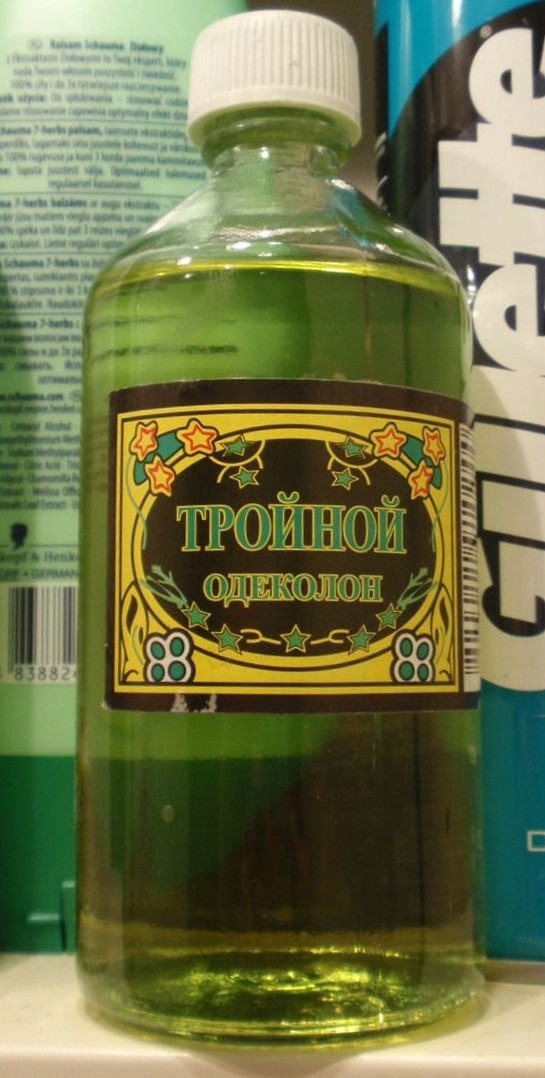
Eau de Cologne popular rusa "Тройной" (Troynoy; Triple)

- Fluido del mechero para encender el carbón.
- Rubbing alcohol
- Líquido limpiaparabrisas
- Anticongelante
- Alcohol desnaturalizado (etanol convertido en inapropiado para beber al mezclarlo con metanol o agentes amargos.
- Sterno
- Moonshine y otros alcoholes caseros, incluyendo dos o más mezclados juntos.
- Desinfectantes
- Jabón líquido
- Pintura
- Combustible de etanol